# 拉東變換

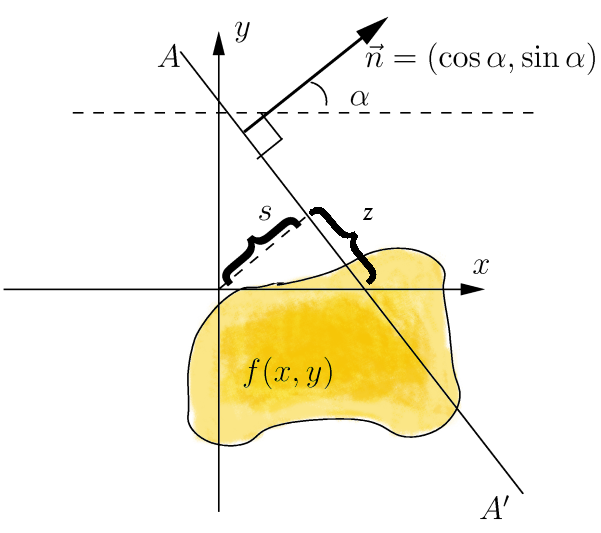
拉東變換將函數 映射到。

本圖是將下圖做拉東變換後得到的影像，越亮的區域代表值越大，黑色的區域為0。

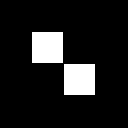
原始函數是白色區域為1，黑色區域為0。

數學上，拉東變換（又稱雷登變換）是一種積分變換，這個變換將二維平面函數{\displaystyle f}變換成一個定義在二維空間上的一個線性函數{\displaystyle {\cal {R}}f}({\displaystyle {\cal {R}}f}的意思是對{\displaystyle f}做拉東變換)，而{\displaystyle {\cal {R}}f}的值為函數{\displaystyle f}對該條線{\displaystyle {\cal {R}}f}做積分的值。以右圖為例，黃色區域即是{\displaystyle f}，{\displaystyle A}線則是代表{\displaystyle {\cal {R}}f}。
拉東變換是约翰·拉东在西元1917年提出，他也同時提出拉東變換的反變換公式，以及三次空間的拉東變換公式。
三次空間拉東變換，是對一個平面積分(對線積分則是X射线变换)。而在不久之後，更高維度的歐幾里得空間的拉東變換被提出，更詳盡的廣義拉東變換要参见Integral geometry。
在複數上有和拉東變換相似的Penrose变换，拉東變換被廣泛的應用在斷層掃描，拉東反變換可以從斷層掃描的剖面圖重建出投影前的函數。

## 簡介
若函數{\displaystyle f}表示一個未知的密度，對{\displaystyle f}做拉東變換，相當於得到{\displaystyle f}投影後的訊號，舉例來說：{\displaystyle f}相當於人體組織，斷層掃描的輸出訊號相當於經過拉東變換的{\displaystyle f}。
因此，可以用拉東反變換從投影後的密度函數，重建原始的密度函數，它也是重建斷層掃描的數學理論基礎，另一個被廣為人知名詞的是三維重建。
拉東變換後的訊號稱作正弦圖（sinogram），因為一個偏離中心的點的拉東變換是一條正弦曲線。所以對一些小點的拉東變換，會看起來像很多不同振福、相位的正弦函數重疊在一起。
拉東變換可以應用在：X射線電腦斷層掃描、條碼掃描器、大分子装配（Macromolecular assembly）的電子顯微鏡（例如：病毒、蛋白質複合體）、反射地震学，而且也是雙曲線偏微分方程的解。

## 定義
令密度函數{\displaystyle f({\bf {x}})=f(x,y)}是一個的定義域為 {\displaystyle {\bf {R}}^{2}} 的緊支撐。令{\displaystyle {\cal {R}}}為拉東變換的運算子(operator)，則{\displaystyle {\cal {R}}f(x,y)}是一個定義在
{\displaystyle {\bf {R}}^{2}}空間中的直線{\displaystyle L}，它的定義如下
{\displaystyle {\cal {R}}f(L)=\int _{L}f({\bf {x}})|d{\bf {x}}|}
可以把直線 {\displaystyle L}改寫成一個弧長{\displaystyle z}的參數式
{\displaystyle (x(z),y(z))={\Big (}(z\sin \alpha +s\cos \alpha ),(-z\cos \alpha +s\sin \alpha ){\Big )}\,}
{\displaystyle s}是直線{\displaystyle L}和原點的距離，而{\displaystyle \alpha }是垂直於{\displaystyle L}的法線和{\displaystyle x}軸的夾角，
接下來，我們可以令{\displaystyle (\alpha ,s)}當作{\displaystyle {\bf {R}}^{2}}平面上的新座標系統，把這個座標變換帶入到拉東變換得到
{\displaystyle {\begin{aligned}{\cal {R}}f(\alpha ,s)&=\int _{-\infty }^{\infty }f(x(z),y(z))\,dz\\&=\int _{-\infty }^{\infty }f{\big (}(z\sin \alpha +s\cos \alpha ),(-z\cos \alpha +s\sin \alpha ){\big )}\,dz\end{aligned}}}
更進一步，我們可以把{\displaystyle {\bf {R}}^{2}}推廣到{\displaystyle {\bf {R}}^{n}}的歐幾里得空間，對一個緊支撐的連續函數{\displaystyle f}做拉東變換後的函數{\displaystyle {\cal {R}}f}是定義在
{\displaystyle \Sigma _{n}}的超平面上，
{\displaystyle {\cal {R}}f(\xi )=\int _{\xi }f(\mathbf {x} )\,d\sigma (\mathbf {x} ),\quad {\rm {for}}\quad \xi \in \Sigma _{n}}
積分的對象是自然超平面測度(natural hypersurface measure)，而{\displaystyle d\Delta }是原本的{\displaystyle |d{\bf {x}}|}的高維推廣。可以觀察到對{\displaystyle \Sigma _{n}}裡的任意元素，
都是某個軌跡方程式的解
{\displaystyle {\bf {x}}\cdot \alpha =s.}
而{\displaystyle \alpha }是一個單位向量且屬於{\displaystyle {\rm {S}}^{n-1}}，{\displaystyle s\in \mathbb {R} }，n維的拉東變換可以改寫成定義在 {\displaystyle {\rm {S}}^{n-1}\times {\bf {R}}}上的函數
{\displaystyle {\cal {R}}f(\alpha ,s)=\int _{\mathbf {x} \cdot \alpha =s}f(\mathbf {x} )\,d\sigma (\mathbf {x} )}
也可以藉由其他方式將拉東變換推廣，也就是對{\displaystyle {\bf {R}}^{n}}的k維仿射子空間作(k-dimensional affine subspaces)積分。
而這種推廣拉東變換的特殊情況被廣泛應用在X射線電腦斷層掃描，他的做法是對一條直線積分。

## 與傅立葉變換的關係
拉東變換和傅立葉變換之間有很強的關聯性。單變數的傅立葉變換的定義是
{\displaystyle {\hat {f}}(\omega )=\int _{-\infty }^{\infty }f(x)e^{-2\pi ix\omega }\,dx}
而雙變數{\displaystyle ({\bf {x}})=(x,y)}的傅立葉變換是
{\displaystyle {\hat {f}}(\mathbf {w} )=\int \limits _{-\infty }^{\infty }\int \limits _{-\infty }^{\infty }f(\mathbf {x} )e^{-2\pi i\mathbf {x} \cdot \mathbf {w} }\,dx\,dy}
把拉東變換的運算子的表記從{\displaystyle {\cal {R}}[f](s)} 改成 {\displaystyle {\cal {R}}[f](\alpha ,s)}。根據投影切片定理學說，
{\displaystyle {\widehat {{\mathcal {R}}_{\alpha }[f]}}(\sigma )={\hat {f}}(\sigma \mathbf {n} (\alpha )),\quad \mathbf {n} (\alpha )=(\cos \alpha ,\sin \alpha )}
因此一個初始函數沿著一條線傾角{\displaystyle \alpha }的二維的傅立葉變換，相當於對拉東變換做一維的傅立葉變換。這個結果可以推廣到n維
{\displaystyle {\hat {f}}(r\alpha )=\int _{-\infty }^{\infty }{\mathcal {R}}f(\alpha ,s)e^{-2\pi isr}\,ds}

## 對偶變換
對偶拉東變換是拉東變換的埃爾米特伴隨。令在空間{\displaystyle \Sigma _{n}}上的函數{\displaystyle g}，而對偶拉東變換的運算子定義為{\displaystyle {\cal {R}}^{*}}。作用在{\displaystyle g}上
{\displaystyle {\mathcal {R}}^{*}g(x)=\int _{x\in \xi }g(\xi )\,d\mu (\xi )}
積分的範圍是所有和{\displaystyle x\in {\bf {R}}^{2}}相交的超平面集合，而測度(measure){\displaystyle d\mu }是集合{\displaystyle \xi |x\in \xi }特殊的機率測度(Probability measure)，
當對著{\displaystyle x}旋轉時，{\displaystyle d\mu }的值不會改變
對於一個二維的拉東變換，其對偶變換是
{\displaystyle {\mathcal {R}}^{*}g(x)={\frac {1}{2\pi }}\int _{\alpha =0}^{2\pi }g(\alpha ,\mathbf {n} (\alpha )\cdot \mathbf {x} )\,d\alpha }
在影像處理的文章中，對偶變換經常被稱作反向投影(back-projection) ，因为它将平面中每条线上定义的函数 投影到该线上，从而生成图像。
交結性質
根據拉普拉斯算子{\displaystyle \Delta }在 {\displaystyle {\bf {R}}^{n}}的定義是
{\displaystyle \Delta ={\frac {\partial ^{2}}{\partial x_{1}^{2}}}+\cdots +{\frac {\partial ^{2}}{\partial x_{n}^{2}}}}
這是一個旋轉不變性的二階微分算子，在空間{\displaystyle \Sigma _{n}}，半徑的二階導數
{\displaystyle Lf(\alpha ,s)\equiv {\frac {\partial ^{2}}{\partial s^{2}}}f(\alpha ,s)}
也是旋轉不變性。
而拉東變換與其對偶變換屬於交結運算子(intertwining operator)，是因為
{\displaystyle {\mathcal {R}}(\Delta f)=L({\mathcal {R}}f),\quad {\mathcal {R}}^{*}(Lg)=\Delta ({\mathcal {R}}^{*}g)}

## 重建方法
重建處理是指從投影影像重建一個影像，或是一個函數{\displaystyle f}。重建處理是一種逆問題(inverse problem)。
拉東反變換公式
對於二維拉東變換，最常被使用的解析公式(analytical formula){\displaystyle f}，是Filtered Backprojection Formula或拉東反變換公式，反變換公式為
{\displaystyle f(\mathbf {x} )=\int _{0}^{\pi }({\mathcal {R}}f(\cdot ,\theta )*h)(\left\langle \mathbf {x} ,\mathbf {n} _{\theta }\right\rangle )d\theta } 
函數{\displaystyle h}滿足{\displaystyle {\hat {h}}(k)=|k|}，卷積核 (convolution kernel) {\displaystyle h}在一些文章中稱作Ramp filter。
不適定問題 (ill-posedness)
直覺上，反變換公式應該和微分類似，{\displaystyle {\widehat {\frac {d}{dx}}}f(x)=ik{\hat {f}}(k)}。我們可以看的出來反變換公式
的行為類似微分。大致上來說，這個反變換公式把目標奇異化(singular)；要如何量化拉東反轉化的不適定問題 (ill-posedness)呢？首先可以寫出
{\displaystyle {\widehat {{\mathcal {R}}^{*}{\mathcal {R}}g}}(k)={\frac {1}{||\mathbf {k} ||}}{\hat {g}}(\mathbf {k} )}
{\displaystyle {\cal {R}}^{*}}即是前面定義的反變換運算子，且伴隨著(adjoint to)拉東變換，因此{\displaystyle g({\bf {x}})=e^{i\langle {\bf {k}}_{0},{\bf {x}}\rangle }}，上式變成
{\displaystyle {\cal {R}}^{*}{\cal {R}}g={\frac {1}{||{\bf {k}}||}}e^{i\langle {\bf {k}}_{0},{\bf {x}}\rangle }}
複數指數函數{\displaystyle e^{i\langle {\bf {k}}_{0},{\bf {x}}\rangle }}，是{\displaystyle {\cal {R}}^{*}{\cal {R}}}的固有函數 (eigenfunction) ，
而特徵值 (eigenvalue)為{\displaystyle {\frac {1}{||{\bf {k}}||}}}。{\displaystyle {\cal {R}}}的奇異值 (singular values) 是{\displaystyle {\sqrt {\frac {1}{||{\bf {k}}||}}}}，
因為這些奇異值 (singular values)會趨近於0，所以{\displaystyle {\cal {R}}^{-1}}是無界的(unbounded) 。

## 反變換公式
外顯(explicit)且計算效率好的拉東反變換公式，以及他的對偶是存在的。n維的反拉東變換可以由
{\displaystyle c_{n}f=(-\Delta )^{(n-1)/2}{\cal {R}}^{*}\{{\cal {R}}f\}}
其中
{\displaystyle c_{n}=(4\pi )^{(n-1)/2}{\frac {\Gamma (n/2)}{\Gamma (1/2)}}}
而{\displaystyle \Delta }是拉普拉斯算子(Laplacian)，{\displaystyle (-\Delta )^{(n-1)/2}}是偽微分算子(pseudodifferential operator)
{\displaystyle {\mathcal {F}}\left[(-\Delta )^{(n-1)/2}\phi \right](\xi )=|2\pi \xi |^{n-1}{\mathcal {F}}\phi (\xi ).}
{\displaystyle {\mathcal {F}}}是傅立葉變換的運算子(operator)。